# Randy Pausch
Randolph Frederick ("Randy") Pausch (Baltimore, Maryland, 1960. október 23. – Chesapeake, Virginia, 2008. július 25.) amerikai egyetemi tanár, a számítástechnika, az ember és számítógép kapcsolata és a programtervezés docense a Pittsburghben, Pennsylvania államban működő Carnegie Mellon Egyetemen (CMU), valamint a 2007. szeptember 18-án a Carnegie Mellonon elmondott „Az utolsó előadás” alapján készült bestseller szerzője. Pauschban 2007 nyarán fogant meg az előadás gondolata, amikor arról értesült, hogy a korábban diagnosztizált hasnyálmirigyrákja halálos.

## Iskolái
Pausch Maryland államban, Baltimore-ban született, majd Columbiában nőtt fel. Az Oakland Mills Középiskola befejezése után Pausch 1982. májusában a Brown Egyetemen szerzett informatikai főiskolai diplomát, doktori címét pedig a Carnegie Mellonon kapta meg 1988 augusztusában. Pausch doktori tanulmányai alatt rövid ideig a Xerox Palo Alto Kutatóközpont és az Adobe Systems alkalmazásában állt.

## Pályája
Pausch 1988 és 1997 között adjunktusként majd docensként tanított a Virginiai Egyetem műszaki és alkalmazott tudományok karának számítástechnikai tanszékén. Eközben kutatói szabadságát a Walt Disney Imagineeringnél és az Electronic Artsnál (EA) töltötte.
1997-ben Pausch a számítástechnika, az ember és számítógép kapcsolata és a programtervezés docense lett a Carnegie Mellon Egyetemen. 1998-ban Don Marinellivel együtt megalapította a CMU Szórakoztatástechnológiai Központját (Entertainment Technology Center, ETC), és elkezdte a Virtuális Világok Teremtése nevű kurzust, amelyet tíz évig tanított. Volt a Nemzeti Tudományos Alapítvány Elnöki Ösztöndíjas Fiatal Kutatója és Lilly Alapítvány ösztöndíjasa is. A felhasználói interface-design kérdésében a Google, valamint a PARC, Imagineering és Media Metrix tanácsadója volt. Pausch öt könyv és hetven tanulmány szerzője vagy társszerzője, és az Alice szoftver-projekt egyik elindítója.
Pausch 2007-ben két díjat kapott az ACM-től a számítástechnika oktatásában elért eredményeiért. Ezek a Karl V. Karlstromről elnevezett Kiváló Oktató Díja és az ACM a Számítástechnika Oktatásában Tevékenykedő Érdekérvényesítő Csoportoknak járó díja, amelyet Pausch a számítástechnika oktatásáért végzett kiemelkedő munkájáért kapott meg. 2007-ben az ACM testületi tagjának is beiktatták.
Pittsburgh önkormányzata 2007 november 19-ét dr. Randy Pausch-napnak nyilvánította. 2008 májusában a Time magazin azon száz ember közé választotta Pausch-t, aki az utóbbi évben a legnagyobb hatást gyakorolta a világra.

## Rák
Pauschnál hasnyálmirigyrákot állapítottak meg, és ennek kezelésére 2006. szeptember 19-én egy sikertelen Whipple-féle beavatkozáson (pancreaticoduodenectomia) esett át. 2007 augusztusában közölték vele, hogy három-hat hónapot élhet még jó egészségben. Pausch nem sokkal ezután a Virginia állambeli Chesapeake-be, egy Norfolk közeli kertvárosba költöztette a családját, hogy közel legyenek a felesége rokonaihoz.
2008. március 13-án Pausch a hasnyálmirigyrák kutatására fordítandó állami támogatás növelése érdekében folyamodott az Amerikai Egyesült Államok Szenátusának munka- és egészségügyre, szolgáltatásokra, oktatásra és csatolt ügyekre specializálódott költségvetési albizottsága előtt. Egy héttel ezt megelőzően a jobb tüdejében keletkezett mellhártyaizzadmány leszívására kórházba került.
Május 2-án egy PET-vizsgálat kimutatta, hogy nagyon apró (5 mm-nél kisebb) daganatok terjedtek ki a tüdejére, és egyes mellkasi nyirokcsomóira. Metasztázis következett be a peritoneális és retroperitoneális üregekben is. 2008. június 26-án Pausch arra tett utalást, hogy a lehetséges visszás mellékhatások miatt fontolgatja a további kemoterápia elhagyását. Ugyanakkor immunoterápiás gyógykezelésben kívánt részt venni. Július 24-én egy névtelen barát Pausch nevében azt az üzenetet juttatta el Pausch honlapjára, hogy a szövettan szerint az utóbbi PET-felvételek eredménye szerint vártnál jobban elhatalmasodott a rák, és Pausch egy „lefelé vezető lépést tett” és „jóval rosszabbul van, mint volt”. A barát ugyanakkor azt is közölte, hogy Pausch jelentkezett egy hospice-programba, amely haldokló emberek szenvedését hivatott megkönnyíteni.

## „Az utolsó előadás”
Pausch az utolsó előadását Hogyan érjük el gyermekkori álmainkat címmel tartotta meg CMU-n 2007. szeptember 18-án. A beszéd azon az előadássorozaton alapult, amelyben első vonalbeli egyetemi oktatókat kértek fel, hogy gondolkodjanak el azon, mi a fontos számukra és tartsanak egy képzelt „utolsó előadást” arról, hogy „milyen életbölcsességet hagynának hátra, ha tudnák, hogy ez az utolsó lehetőségük?”.
A beszéd megkezdése előtt a kollégákból és diákokból álló négyszáz fős közönség hosszan, felállva ünnepelte Pauscht. Amikor ő intett nekik, hogy üljenek le, mondván: „Engedjék, hadd érdemeljem ki”, néhányan a közönségből elkiáltották magukat: „Már kiérdemelte”.
Az előadás során Pausch jókedvű volt és humoros, tréfálkozott, egyszerre osztotta meg a meglátásait a számítástechnikai és műszaki oktatást illetően, adott tanácsot a multidiszciplináris együttműködés, a csapatmunka és a másokkal való kapcsolat kiépítéséhez, mondott el megszívlelendő leckéket az életről, és mutatott be a színpadon fekvőtámaszokat. Ironikus megjegyzést tett arra, hogy az „Utolsó előadások”-sorozatot az utóbbi időben „Utazásoknak” keresztelték át: „Arra gondoltam, a francba, végre megtaláltam a tökéletes helyszínt, erre megváltoztatják a címet”.
Pausch előadása után Steve Seabolt, az Electronic Arts részéről, amely jelenleg az Alice 3.0 fejlesztésében működik együtt a CMU-val, Pausch tiszteletére egy ösztöndíjat ajánlott fel az informatikában működő nők részére, annak elismeréseként, hogy Pausch számos a számítástechnikában és műszaki tudományokban tevékenykedő nőt támogatott tanárként és mentorként egyaránt. 
A CMU rektora, Jared Cohon meghatottan beszélt Pausch emberségéről, és az egyetemért és az oktatásért végzett tevékenységét „kiemelkedőnek és lenyűgözőnek” nevezte. Aztán bejelentette, hogy a CMU azzal tiszteleg meg Pausch szellemi öröksége előtt, hogy egy hidat épít a CMU új Informatikai épületét és a Művészeti Központot összekapcsolandó, amelyet Pauschról nevez el, Pauschnak a két diszciplína összekapcsolására tett erőfeszítéseit szimbolizálva ezzel. Végül a Brown University professzora, Andries van Dam egy könnyes és szenvedélyes beszéddel reagált Pausch utolsó előadásra, amelyben dicsérte bátorságáért és kezdeményező-készségéért, valamint példaképként állította a fiatalok elé.
2007 októberében Pausch az előadása egy rövidített változatát adta elő az Oprah-show-ban.

## Médiaszereplés
Az ABC A világ hírei Charles Gibsonnal című műsorában 2007. szeptember 21-én „a hét emberének” nevezték. Az utolsó előadás nagy figyelmet kapott a nemzetközi sajtótól, az internet slágere lett, és egymillióan nézték meg egy hónappal a beszéd előadása után. 2007. október 22-én Pausch az Oprah Winfrey show-ban is szerepelt, beszélt a helyzetéről és tévénézők millióinak adta elő utolsó eladása rövidített változatát.
Randy Pausch és felesége egy a Virginiai Egyetemen tartott The Police-koncert után, 2007. november 6-án Stinggel is találkozott.
2007. október 6-án Pausch egy napig részt vett a Pittsburgh Steelers szokásos edzésében, miután a szervezet megtudta, hogy az utolsó előadásban megemlített álmai egyike, hogy szeretett volna játszani a nemzeti futball-ligában. A Disney tulajdonában álló könyvkiadó, Hyperion 6,7 millió dollárt fizetett egy Pauschról szóló könyv jogaiért, amelynek megírásában a The Wall Street Journal publicistája, a 2012 februárjában autóbalesetben elhunyt Jeffrey Zaslow volt Pausch szerzőtársa.
A megszállott Star Trek-rajongóként ismert Pauscht J. J. Abrams, a legújabb Star Trek-film rendezője hívta meg egy filmszerepre. Abrams értesült Pausch állapotáról és személyes hangú e-mailben hívta meg a forgatásra. Pausch boldogan elfogadta a felkérést, majd elutazott Los Angelesbe, Kaliforniába, hogy leforgathassa a jelenetét. Amellett, hogy feltűnik a filmben („Star Trek” (2009)), még egy sor szöveget is kapott, 217 dolláros és 6 centes gázsiját pedig jótékony célra ajánlotta fel.
2008. április 9-én az ABC hálózat Diane Sawyer vezetésével egyórás műsort sugárzott Pauschról „Az utolsó előadás: Szeressük a saját életünket” címmel. 2008. július 29-én az ABC ennek folytatását mutatta be, hogy megemlékezzen Pauschról és híres előadásáról.

## Egyéb előadások és megjelenések
Pausch 2007. november 27-én több mint nyolcszázötven ember előtt a helyes időbeosztásról adott elő a Virginiai Egyetemen. 2008 márciusában egy közszolgálati adásban szerepelt, és a rákkutatás támogatásáért állt ki a Kongresszus előtt. 2008. május 18-án Pausch meglepetésként visszatért a Carnegie Mellonra, beszélt az avatási ceremónián, és részt vett az informatika tanszék diplomaosztóján, majd május 19-én feltűnt a Jó reggelt, Amerika műsorában. Előadása, a Hogyan érjük el gyermekkori álmainkat jelölést kapott a 2007-es YouTube Video Awards-on.

## Halála
Pausch 2008. július 25-én halt meg hasnyálmirigyrákban a család Chesapeake-i otthonában, ahová azért költöztek, hogy Pausch halála után a felesége közel legyen a saját családjához. Felesége, Jai, és három gyermeke, Dylan, Logan és Chloe gyászolja.

## Válogatott művek listája
- Dann, Wanda P.; Cooper, Stephen; Pausch, Randy (2005-07-25). Learning to Program with Alice. Prentice Hall. ISBN 0-13-187289-3.
- Pausch, Randy; Zaslow, Jeffrey (2008-04-08). The Last Lecture. Hyperion. ISBN 1-4013-2325-1.

## Magyarul megjelent művei
- Az utolsó tanítás; közrem. Jeffrey Zaslow, ford. Szécsi Noémi; Jaffa, Bp., 2008